# Куксенко, Виктор Степанович
Ви́ктор Степа́нович Куксе́нко (4 ноября 1935, Георгиевск — 16 августа 2015, Санкт-Петербург) — советский и российский учёный-геомеханик, доктор технических наук, профессор. Действительный член Академии горных наук (АГН), член-корреспондент Международной академии наук экологии, безопасности человека и природы (МАНЭБ).

## Биография
Родился 4 ноября 1935 года в городе Георгиевск.

### Образование
Окончил Ленинградский политехнический институт в 1964 году по специальности прикладная физика.

### Работа
С 1964 по 1966 год — ассистент ФТИ им. Иоффе РАН (ФТИ);
С 1966 по 1978 год — младший научный сотрудник во ФТИ им. Иоффе РАН;
С 1978 по 1987 год — ведущий научный сотрудник ФТИ;
С 1987 года — заведующий лабораторией прогноза макроразрушения горных пород и массивов;
В 1988 году — организовал лабораторию прогнозирования разрушения твердых тел;
С 1989 года — руководитель отдела физики прочности ФТИ.

### Научная степень
В 1970 году — защитил диссертацию на соискание ученой степени кандидата физико-математических наук;
В 1977 году — диссертацию на соискание ученой степени доктора физико-математических наук по теме «Микромеханика разрушения полимерных материалов».

### Смерть
Умер в Санкт-Петербурге 16 августа 2015 года после тяжелой болезни.

## Научная деятельность и труды
Ученик, преемник и продолжатель работ академика С.Н. Журкова.
Автор боллее 180 научных работ, в том числе 1 монографии, переведенной на английский язык.
Участник двух основных направлений исследований – первое связано с изучением разрушения на микроуровне, второе – на макроуровне.
Сформулировал модель микромеханики укрупнения трещин в полимерах, проведя исследования зарождение и эволюцию субмикронных трещин в полимерах под нагрузкой. Полученные при этом результаты обобщил в монографии “Микроразрушение полимерных материалов”, которая была переведена на английский язык и издана в США.
Выявленные закономерности успешно применил к анализу макроразрушения гетерогенных материалов, включая горные породы. Предложил  двухстадийную модель разрушения для каждого масштабного уровня, включающая первичное хаотичное накопление трещин и последующую их кластеризацию. Сформулировал критерий перехода от трещин одного масштаба к следующему.
Внес большой вклад в работу по поиску и созданию способов прогноза землетрясений и горных ударов. В 1988 году организовал лабораторию прогнозирования разрушения твердых тел. Исследования, проводимые в лаборатории, позволили не только разработать физические основы прогнозирования макроразрушений, но и создать аппаратурные комплексы для прогнозирования разрушения крупных объектов (трубопроводов, тоннелей и т.п.), а также горных ударов в режиме реального времени. Мировое признание в этой области получил “концентрационный критерий разрушения”, модификация которого для сейсмического режима является в настоящее время одним из самых эффективных предвестников сильных землетрясений.
Руководитель 15 кандидатских и 5 докторских диссертаций.

## Организационная деятельность
Был инициатором создания и проведения Школы-семинара "Физические основы прогнозирования разрушения горных пород". Провел 9 Школ-семинаров, будучи Председателем и сопредседателем.

## Награды, признание
- Член Научного совета по сейсмологии и сейсмостойкому строительству при Президиуме РАН,
- Член Межгосударственного координационного совета по физике прочности и пластичности материалов,
- Член докторских диссертационных советов при Физико-техническом институте им. А.Ф. Иоффе и Санкт-Петербургском государственном политехническом университете Петра Великого,
- Член Ученого совета Отделения физики твердого тела ФТИ им. А.Ф. Иоффе,
- Эксперт РФФИ и федеральный эксперт научно-технической сферы.
- Медаль «В память 300-летия Санкт-Петербурга» (2001)
- Действительный член Академии горных наук (АГН) (1995).
- Член-корреспондент МАНЭБ.

## Хобби, увлечения
- Подводная охота.

## Семья
Отец - Куксенко Степан Пименович, мать - Куксенко (Шекера в девичестве) Мария Яковлевна.
Жена Ксения Николаевна с 19 мая 1967 года.
Дети: сын Дмитрий, дочь Дарья.